# Subhi al-Tufayli
Subhi al-Tufayli (en árabe: صبحي الطفيلي) es un clérigo chií y político libanés. Fue fundador de la organización Hezbolá, y fue su primer secretario general, cargó que ejerció entre 1989 y 1991. 